# Segunda Categoría de Ecuador 1979
El campeonato ecuatoriano de Fútbol de Segunda Categoría 1979 fue la edición n.º 6 de la tercera división del fútbol ecuatoriano, como anécdota de este torneo se repitió la final de 1975, entre las escuadras de Macará y Politécnico, nuevamente el cuadro ambateño volvería a ser campeón por segunda vez. Mientras que para el Politécnico sería su segunda final consecutiva ya que perdería el título un año antes contra el LDE(G), ambas escuadras Definieron el título en la ciudad de Quevedo, tras haber empatado en los 2 juegos de la final, el cuadro más goleador sería el Macará con 15 anotaciones, mientras que Luq San y San Camilo fueron los equipos que menos goles marcaron un total de 6 goles. El equipo con más goles en contra fue el Estudiantes Octubrinos con 15 goles en contra.
El Macará lograría su segundo título que le daría la oportunidad de participar en el Campeonato Ecuatoriano de Fútbol Serie B 1980, mientras que el cuadro del Politécnico lograría su tercer subtítulo.

## Sistema de campeonato
FASE PROVINCIAL (Primera Etapa)
- La Primera Fase está formada por los Campeonatos provinciales organizados por cada Asociación de Fútbol (7 en ese entonces), los campeones clasificarán al Zonal Regional.

FASE REGIONAL (Segunda Etapa)
- La Zona 1 estuvo integrada por las provincias deːGuayas, Tungurahua y Los Ríos.
- La Zona 2 estuvo integrada por las provincias deːManabí, Pichincha, Azuay y El Oro

- La zona 1 jugara con 3 equipos, mientras que la Zona 2 con los restantes 4 equipos  de los cuales participaran por sorteo previo en encuentros de ida y vuelta clasificara a la tercera etapa el equipo con mayor cantidad de puntos posibles.

FASE FINAL (Tercera Etapa)
- Se jugara una final a doble partido, el ganador será reconocido como campeón de la Segunda Categoría 1979 y además jugara en la Serie B de 1980, en caso de que ambos equipos hayan ganado uno de sus respectivos partidos o hayan empatado en los encuentros el título se lo definirá en un partido extra.

## Equipos clasificados
| Asociación        | Equipo                 | Vía de clasificación                               |
| ----------------- | ---------------------- | -------------------------------------------------- |
| Azuay 1 cupo      | Tecni Club             | Campeón de la Segunda Categoría de Azuay 1979      |
| El Oro 1 cupo     | Estudiantes Octubrinos | Campeón de la Segunda Categoría de El Oro 1979     |
| Guayas 1 cupo     | Luq San                | Campeón de la Segunda Categoría de Guayas 1979     |
| Los Ríos 1 cupo   | San Camilo             | Campeón de la Segunda Categoría de Los Ríos 1979   |
| Manabí 1 cupo     | Juventud Italiana      | Campeón de la Segunda Categoría de Manabí 1979     |
| Pichincha 1 cupo  | Politécnico            | Campeón de la Segunda Categoría de Pichincha 1979  |
| Tungurahua 1 cupo | Macará                 | Campeón de la Segunda Categoría de Tungurahua 1979 |

## Zona 1
Los equipos de Guayas, Tungurahua, y los Ríos.

### Grupo A
|  |    | Equipo     | PJ | PG | PE | PP | GF | GC | DG | PTS |
|  | -- | ---------- | -- | -- | -- | -- | -- | -- | -- | --- |
|  | 1º | Macará     | 4  | 2  | 0  | 2  | 11 | 6  | +5 | 4   |
|  | 2º | Luq San    | 4  | 2  | 0  | 2  | 6  | 8  | -2 | 4   |
|  | 3° | San Camilo | 4  | 2  | 0  | 2  | 6  | 9  | -3 | 4   |

|  | Clasifica a la final |

### Partidos y resultados
| Fecha 1      | Fecha 1   | Fecha 1          |
| Equipo Local | Resultado | Equipo Visitante |
| ------------ | --------- | ---------------- |
| Macara       | 3-1       | Luq San          |

| Fecha 2      | Fecha 2   | Fecha 2          |
| Equipo Local | Resultado | Equipo Visitante |
| ------------ | --------- | ---------------- |
| Luq San      | 2-1       | San Camilo       |

| Fecha 3      | Fecha 3   | Fecha 3          |
| Equipo Local | Resultado | Equipo Visitante |
| ------------ | --------- | ---------------- |
| San Camilo   | 2-1       | Macara           |

| Fecha 4      | Fecha 4   | Fecha 4          |
| Equipo Local | Resultado | Equipo Visitante |
| ------------ | --------- | ---------------- |
| Luq San      | 3-1       | Macara           |

| Fecha 5      | Fecha 5   | Fecha 5          |
| Equipo Local | Resultado | Equipo Visitante |
| ------------ | --------- | ---------------- |
| San Camilo   | 3-0       | Luq San          |

| Fecha 6      | Fecha 6   | Fecha 6          |
| Equipo Local | Resultado | Equipo Visitante |
| ------------ | --------- | ---------------- |
| Macara       | 6-0       | San Camilo       |

## Zona 2
Los equipos de Manabi, Azuay, Pichincha y El Oro.

### Grupo B
|  |    | Equipo                 | PJ | PG | PE | PP | GF | GC | DG | PTS |
|  | -- | ---------------------- | -- | -- | -- | -- | -- | -- | -- | --- |
|  | 1° | Politécnico            | 6  | 5  | 1  | 0  | 11 | 4  | +7 | 11  |
|  | 2° | Juventud Italiana      | 6  | 4  | 1  | 1  | 12 | 7  | +7 | 9   |
|  | 3º | Tecni Club             | 6  | 1  | 1  | 4  | 8  | 11 | -3 | 3   |
|  | 4º | Estudiantes Octubrinos | 6  | 1  | 1  | 4  | 8  | 15 | -7 | 3   |

### Partidos y resultados
| Fecha 1           | Fecha 1   | Fecha 1                |
| Equipo Local      | Resultado | Equipo Visitante       |
| ----------------- | --------- | ---------------------- |
| Politécnico       | 2-1       | Tecni Club             |
| Juventud Italiana | 4-3       | Estudiantes Octubrinos |

| Fecha 2                | Fecha 2   | Fecha 2           |
| Equipo Local           | Resultado | Equipo Visitante  |
| ---------------------- | --------- | ----------------- |
| Estudiantes Octubrinos | 2-3       | Politécnico       |
| Tecni Club             | 1-2       | Juventud Italiana |

| Fecha 3           | Fecha 3   | Fecha 3                |
| Equipo Local      | Resultado | Equipo Visitante       |
| ----------------- | --------- | ---------------------- |
| Juventud Italiana | 0-0       | Politécnico            |
| Tecni Club        | 1-1       | Estudiantes Octubrinos |

| Fecha 4                | Fecha 4   | Fecha 4           |
| Equipo Local           | Resultado | Equipo Visitante  |
| ---------------------- | --------- | ----------------- |
| Tecni Club             | 1-2       | Politécnico       |
| Estudiantes Octubrinos | 1-2       | Juventud Italiana |

| Fecha 5           | Fecha 5   | Fecha 5                |
| Equipo Local      | Resultado | Equipo Visitante       |
| ----------------- | --------- | ---------------------- |
| Politécnico       | 2-0       | Estudiantes Octubrinos |
| Juventud Italiana | 4-0       | Tecni Club             |

| Fecha 6                | Fecha 6   | Fecha 6           |
| Equipo Local           | Resultado | Equipo Visitante  |
| ---------------------- | --------- | ----------------- |
| Estudiantes Octubrinos | 0-4       | Tecni Club        |
| Politécnico            | 2-0       | Juventud Italiana |

### Final
La disputaron Macará ganador del Grupo A en la Zona 1 y Politécnico ganador del Grupo B de la Zona 2, ganando la serie; el equipo de Macará y el cual jugara el torneo de la serie B en 1980.
| Ciudad                                                      | Equipo local | Resultado | Equipo visitante |
| ----------------------------------------------------------- | ------------ | --------- | ---------------- |
| Ambato                                                      | Macará       | 0-0       | Politécnico      |
| Quito                                                       | Politécnico  | 1-1       | Macará           |
| Quevedo                                                     | Macará       | 3-1       | Politécnico      |
| Macara es el campeón tras ganar por marcador global de 4-2. |              |           |                  |

### Campeón
|                                               |
| Macará 2.do Título Ascendió a la Serie B 1980 |

## Tabla General
|  |  |    | Equipo                 | PJ | PG | PE | PP | GF | GC | DG | PTS |
|  |  | -- | ---------------------- | -- | -- | -- | -- | -- | -- | -- | --- |
|  |  | 1° | Macará                 | 7  | 3  | 2  | 2  | 15 | 8  | +7 | 8   |
|  |  | 2º | Politécnico            | 9  | 5  | 3  | 1  | 13 | 8  | +5 | 13  |
|  |  | 3° | Juventud Italiana      | 6  | 4  | 1  | 1  | 12 | 7  | +5 | 9   |
|  |  | 4º | Luq San                | 4  | 2  | 0  | 2  | 6  | 8  | -2 | 4   |
|  |  | 5° | San Camilo             | 4  | 2  | 0  | 2  | 6  | 9  | -3 | 4   |
|  |  | 6º | Tecni Club             | 6  | 1  | 1  | 4  | 8  | 11 | -4 | 3   |
|  |  | 7º | Estudiantes Octubrinos | 6  | 1  | 1  | 4  | 8  | 15 | -7 | 3   |

PJ = Partidos jugados; PG = Partidos ganados; PE = Partidos empatados; PP = Partidos perdidos; GF = Goles a favor; GC = Goles en contra; DG = Diferencia de gol; PTS = Puntos
|  | Campeón, ascendio a la Serie B 1980. |